# Dvorský hofmistr
Dvorský hofmistr nebo také nejvyšší hofmistr, královský hofmistr, případně hofmistr královského dvora (německy Oberhofmeister, latinsky magister curiae regiae) byl dvorským, nikoliv zemským úředníkem. Původně byl správcem královského dvora, pečoval o dodržování ceremoniálu při dvorských obřadech a slavnostech, zabýval se jejich organizací. 
V Českém království byla v roce 1458 (případně už v roce 1453) pozice rozdělena na nejvyššího zemského hofmistra, který se stal po nejvyšším purkrabím druhým nejvyšším zemským úředníkem, a na úřad dvorský, tj. hofmistr královského dvora. Dvorský hofmistr řídil služebnictvo v královských (císařských) rezidencích. V porovnání se zemským úřadem byla tato dvorská pozice kompetenčně bezvýznamná, král ji obsazoval podle své vůle. Mohl tak však vytvářet své politické centrum a pro tyto úředníky mohla být hodnost předstupněm jejich pozdější kariéry v nejvyšších zemských úřadech. Nicméně od roku 1538 byl dvorský hofmistr předsedou tajné rady (Geheimer Rat), kterou zřídil Ferdinand I. Habsburský k 1. lednu 1527. Tajná rada byla nejdůležitějším poradním kolegiálním orgánem panovníka, řídila zahraniční politiku a ovlivňovala vnitřní. 
Správcem královnina dvoru byl hofmistr králové.

## České království
Od 19. dubna 1743  byl úřad dědičný v rodě knížat a hrabat Kinských z Vchynic a Tetova na Chlumci nad Cidlinou, nicméně už v roce 1719 byl František Ferdinand Kinský jmenován královským hofmistrem jako pátý držitel úřadu ze stejného rodu. Výsadu potvrdil chlumeckým Kinským císař Josef II. v roce 1787. Odznakem úřadu byla hůl se zemským znakem.

### Seznam dvorských hofmistrů Českého království
- 1401–1409 Mikuláš Kozíhalva
- 1414 Mikeš Divoký z Jemnišť
- 1458–1461 Petr Kdulinec z Ostromíře
- 1463–1467 Slavata z Chlumu a z Košumberka
- (?) Mikuláš Hořický z Hořic
- 1472–1493 Jan z Roupova[5]
- 1496–1502 Albrecht II. Libštejnský z Kolowrat (1463 – 25. 5. 1510)[5]
- 1511 Jindřich Švihovský z Rýzmberka[5]
- 1516–1519 Břetislav Švihovský z Rýzmberka na Rabí
- ? – 1523 Václav Bezdružický z Kolowrat
- 1523–1547 Vilém Švihovský z Rýzmberka
- 1526 Ondřej Trepka Polák
- 1587–1597 (18. 11.) Jaroslav I. Smiřický ze Smiřic na Černém Kostelci (1513 – 18. 11. 1597)
- 1611–1618 Radslav starší Kinský z Vchynic a Tetova († 16. 8. 1619 Praha)
- 1619–1620 Diviš Czernin z Chudenic na Nedrahovicích (1565 – 21. 6. 1621 Praha, popraven)
- 1624–1640 Sezima z Vrtby (1578 – 6. 3. 1648)
- 1646–1669 (4. 5.) Jan Oktavián Kinský z Vchynic a Tetova (1604 – 4. 5. 1669 Praha)
- 1669 (16. 5.) – 1699 (27. 2.) František Oldřich Kinský z Vchynic a Tetova (1634 Chlumec nad Cidlinou – 27. 2. 1699 Vídeň), syn předchozího
- 1699 (30. 4.) – 1719 Václav Norbert Oktavián Kinský (1642–1719), bratr předchozího
- 1719 (4. 4.) – 1741 ? František Ferdinand I. Kinský[3][6] (1. 1. 1678 Praha – 12. nebo 13. 9.[7] 1741 Praha), syn předchozího, v letech 1723–1735 zastával úřad nejvyššího kancléře
  - protože byl také zemským úředníkem,[8] při korunovaci Karla VI. v roce 1723 ho v katedrále zastupoval císařský (vídeňský) dvorský hofmistr Jan Leopold z Trautsonu (1659–1724) a při hostině ve Vladislavském sále nejvyšší zemský hofmistr Antonín Jan Nostitz-Rieneck (1652–1736)[9]
- 1743 (19. 4.)[10] – 1749 (12. 3.) Štěpán Vilém Kinský (26. 12. 1679 – 12. 3. 1749),[2] bratr předchozího, Marie Terezie úřad explicitně udělila jako dědičný[3]
  - při korunovaci Marie Terezie v roce 1743[zdroj?]
- 1743–1760 Leopold I. Ferdinand Kinský (17. 1. 1713 – 24. 10. 1760), Marie Terezie mu jako držiteli chlumeckého panství úřad udělila dědičně[4]
- 1760–1806 František Ferdinand II. Kinský  (8. 12. 1738 Chlumec nad Cidlinou – 7. 4. 1806 Jihlava)
  - úřad zastával při korunovaci Leopolda II. v roce 1791
- 1806–1831 Leopold II. Josef Kinský[11] (29. 3. 1764 Vídeň – 1. 4. 1831 Chlumec nad Cidlinou / zámek Karlova Koruna)
- 1831–1896 Oktavián Kinský[12] (13. 3. 1813 Vlkov nad Lesy – 28. 5. 1896 Chlumec nad Cidlinou / zámek Karlova Koruna)
  - úřad zastával v době korunovace Ferdinanda V. na českého krále v roce 1836[13]
- 1896–1918/1932 Zdenko Kinský (4. 11. 1844 – 5. 1. 1932 Opatija (Abbazia)

### Seznam dvorských vicehofmistrů Českého království
- 1406 Petr z Lomnice

### Seznam hofmistrů králové v Českém království
- 1310 Mikuláš
- 1348 Jindřich (Hugo) z Dornštejna
- 1360 Petr z Janovic
- 1372–1373 Hereš
- 1377 Zděněk z Valdštejna
- 1378–1382 (hofmistr ovdovělé císařovny) Zdeněk ze Šternberka na Konopišti
- 1379–1380 Jindřich Škopek z Dubé
- 1381 Markvart z Pořešína
- 1393–1400 Jíra z Roztok
- 1400 Bořivoj
- 1400 Mikuláš z Ořecha
- 1418–1419 Jan Kyjata ze Zásady
- 1422 Jindřich z Elsterberka
- 1461–1462 Jindřich Berka z Dubé a z Lipé na Kostelci
- 1463–1465 Bořita II. z Martinic na Smečně
- 1466–1469 Hynek z Valdštejna
- 1475 Aleš Berka z Dubé
- 1546 Josef z Lamberka

## Svatá říše římská a Rakouské císařství
Na dvoře římských císařů (do roku 1806) a rakouských císařů (1804–1918) fungoval nejvyšší hofmistr (kaiserlicher Obersthofmeister) jako přímý správce císařského dvora a domácnosti. Tato funkce u dvora se stala nejprestižnější. Nejvyšší hofmistr zastupoval císaře na jednáních tajné rady jako její předseda. Byli mu podřízeni také ti, kteří vedli chod kuchyně a obsluhu u císařské tabule. Dále byl zodpovědný za císařovu garderobu a jeho tělesné a dušení blaho. Měl také soudní pravomoc, řešil právní spory dvořanů.
V období Rakousko-Uherska byl nejvlivnější osobou dvora a měl rozsáhlé kompetence. Byl nejvyšší instancí ve věci dvorského ceremoniálu, dohlížel při slavnostech na komoří, zařizoval cesty císařského dvora. Pod jeho pravomoc spadalo také stavebnictví, účetnictví (dvorský účetní a dvorský kontrolní úřad), dvorský telegrafní úřad, dvorští hudebníci a duchovní dvorská kapela, dvorská lékárna, osobní lékaři císaře a dalších členů vládnoucí dynastie, císařské osobní gardy – harcíři (Arcièren) a trabanti (Trabanten), uniformy, dvorská prádelna, heroldi, dvorská divadla – opera (Hofoper) a činohra (Hofburgtheater), císařské hrady a zámky, zahrady (včetně ovocných sadů a pěstíren zeleniny), sklepy, kuchyně a cukrárny. Podřízen mu byl také nejvyšší lovčí a císařské revíry.

### Seznam (prvních) nejvyšších císařských hofmistrů ve Vídni
Císařský dvůr  sídlil od 16. století s malými výjimkami ve Vídni. V letech 1583–1612 sídlil dvůr Rudolfa II. v Praze a v letech 1740–1745 sídlil dvůr Karla VII. v Mnichově.
Úřad nejvyššího hofmistra zastávali:
- 1527–1537–1539 (?) Vilém z Roggendorfu (20. 11. 1481 – 25. 8. 1541 Šamorín, padl)
- 1539–1545 Leonhard z Velsu
- od 1545–1546 úřad neobsazen, agendu asi převzal nejvyšší dvorský maršálek Jan III. z Trautsonu (kolem 1507 – 29. 12. 1589 Praha)[17]
- 1558–1564 (červenec ?) Jan III. z Trautsonu (kolem 1507 – 29. 12. 1589 Praha) – poprvé
- 1564 (srpen ?) – 1567 Leonhard z Harrachu
- 1567–1575 (30. 6.) Jan III. z Trautsonu (kolem 1507 – 29. 12. 1589 Praha) – podruhé
- 1575 (nebo 1576 prosinec ?[17]) – 1590 (nebo 1587[17]) Adam z Ditrichštejna (9. 10. 1527 Štýrský Hradec – 5. 1. 1590 Mikulov)[18]
- 1587–1593 Wolfgang Rumpf Wuelrossu (Wielrossu), správce úřadu nejvyššího hofmistra[19]
- 1593–1600 (28. 9.) Wolfgang Rumpf Wuelrossu (Wielrossu)
- 1600 Karel I. z Lichtenštejna  (30. 7. 1569 pravděpodobně Valtice – 12. 2. 1627 Praha)[18][20] – poprvé
- 1600 (říjen ?) – 1606 Bedřich (Fridrich) III. z Fürstenbergu[19][21]
- 1605–1607 Karel I. z Lichtenštejna  (30. 7. 1569 pravděpodobně Valtice – 12. února 1627 Praha)[18][20] – podruhé, v letech 1605–1606 pouze správce úřadu spolu se svým předchůdcem[19]
- 1607–1608 František z Ditrichštejna (22. 8. 1570 Madrid – 19. 9. 1636 Brno)[18][20], správce úřadu nejvyššího hofmistra[19]
- 1607–1608 Arnošt z Mollartu, nejvyšší dvorský maršálek, vice-nejvyšší hofmistr
- 1608 (23. 9.) – 1609 Jakub Adam z Attemsu
- 1609–1612 Jiří Ludvík z Leuchtenbergu
- 1612–1613 Leonard Helfried z Meggau (1577 Kreuzen – 23. 4. 1644 zámek Greinburg) – poprvé
- 1612–1617 ? Bedřich z Fürstenbergu[19]
- 1617–1619 (jako nejvyšší komorník pouze správce úřadu[19]) Leonard Helfried z Meggau (1577 Kreuzen – 23. 4. 1644 zámek Greinburg) – podruhé
- 1619–1625 (1621[19]) Jan Oldřich z Eggenbergu (1568 Štýrský Hradec – 18. 10. 1634)
- 1621–1622 Leonard Helfried z Meggau (1577 Kreuzen – 23. 4. 1644 zámek Greinburg), skutečný nejvyšší hofmistr?[19]
- 1622–1624 Volf Zikmund z Losensteinu, nejvyšší dvorský maršálek, vice-nejvyšší hofmistr[19]
- 1625 (4. 1. 1624?[19]) – 1626 (červenec/srpen) Gundaker z Liechtensteinu (30. 1. 1580 zámek Lednice – 5. 8. 1658 zámek Wilfersdorf)
- 1626 (před 31. 8.) – 1637 (únor?) Leonard Helfried z Meggau (1577 Kreuzen – 23. 4. 1644 zámek Greinburg) – potřetí
- 1637 (březen ?) – 1650 Maxmilián z Trauttmansdorffu (23. 5. 1584 Štýrský Hradec – 8. 6. 1650 Vídeň)
- 1650–1655 (6. 11.) Maxmilián z Dietrichsteina na Mikulově (27. 6. 1596 Mikulov – 5. 11. 1655 Mikulov)
- 1655–1657 Jan Weikhard z Auerspergu (11. 3. 1615 zámek Seisenberg – 11. 11. 1677 Lublaň)
- 1657 (duben ?) – 1665 (17. 2.) Jan Ferdinand z Porcia (1605 Benátky – 19. 2. 1665 Vídeň)
- 1665 (24. 2.) – 1674 (20. 10.) Václav Eusebius Popel z Lobkovic (20. 1. 1609 – 22. 4. 1677 Roudnice nad Labem)
- 1675 (29. 6.) – 1682 (15. 12.)  Jan Maxmilián z Lambergu (23./28. 11. 1608 Brno – 12./15. 12. 1682 Vídeň)
- 1683 (23. 4. – 10. 10.[19]) Albrecht z Zinzendorfu (1619–1683)[22]
- 1683 (11. 11.) – 1698 (28. 11.) Ferdinand Josef z Dietrichsteina (25. 9. 1636 – 28. 11. 1698 Vídeň)[22][23]
- 1699 (16. 2.) – 1705 (15. 6.) Ferdinand Bonaventura z Harrachu (14. 7. 1636 – 15. 6. 1706 Karlovy Vary)
- 1705 (15. 6.) – 1709 (25. 8.) Karel Theodor Otto ze Salmu (7. 7. 1645 Anholt – 10. 11. 1710 Cáchy)
- 1709 (29. 8.) – 1711 (1. 10.) Jan Leopold z Trautsonu (2. 5. 1659 – 18. 10. 1724) – poprvé
- 1711 (1. 10.) – 1721 (11. 10.) Antonín Florián z Liechtensteinu (28. 5. 1656 zámek Wilfersdorf – 11. 10. 1721 Vídeň)
- 1721 (15. 10.) – 1724 (19.10.[24]) Jan Leopold z Trautsonu (2. 5. 1659 – 18. 10. 1724) – podruhé
- 1724 (4. 11.) – 1747 (8. 1.) Zikmund Rudolf ze Sinzendorfu a Thannhausenu (1670–1747)
- 1747 (12. 1.) – 1751 (8. 12. 1750[24]) Josef Lothar z Königsegg-Rothenfelsu (17. 5. 1673 Vídeň – 8. 12. 1751 Vídeň)
- 1753–1769 Antonín Corfitz z Ulfeldu (15. 6. 1699 – 31. 12. 1769 Vídeň)
- 1769–1776 Jan Josef z Khevenhüller-Metsche (3. 7. 1706 Vídeň – 18. 4. 1776 Vídeň)
- 1776–1782 Josef I. Adam ze Schwarzenbergu (25. 12. 1722 Vídeň – 17. 2. 1782 Vídeň)
- 1783–1807 Jiří Adam ze Starhembergu (10. 8. 1724 Londýn – 19. 4. 1807 Vídeň)
- 1807–1827 Ferdinand z Trauttmansdorff-Weinsbergu (2. 1. 1749 Vídeň – 28. 8. 1827)
- 1828–1834 Jan Rudolf Czernin z Chudenic (9. 6. 1757 Vídeň – 23. 4. 1845 Vídeň)
- 1835–1843 Rudolf Josef z Colloredo-Mannsfeldu (1772–1843)
- 1844–1848 úřad neobsazen
  - nejvyšší hofmistr Ferdinanda I. Dobrotivého (1793–1875), rakouského císaře v letech 1835–1848, který v revolučním roce abdikoval:
  -  ?–? Clemens hrabě Brandis[25] (1798–1963), rezignoval[25]
  -  ?–? Karel Renatus Bombelles[25] (1785–1856), švagr císaře Ferdinanda, rezignoval[25]
  - 1856–1873 Paul svobodný pán Airoldi[25] (1793–1892), po jeho penzionování úřad už neobsazen[25]
- 1848–1849 Karl Ludwig Grünne (25. 8. 1808 Vídeň – 15. 6. 1884 Baden)
- 1849–1865 Karel z Liechtensteinu (23. 10. 1790 – 7. 4. 1865)
- 1866 nebo 1867[26]–1896 Konstantin Hohenlohe-Schillingsfürst (8. 9. 1828 Wildeck, Hesensko – 14. 2. 1896 Vídeň)
- 1896–1908 Rudolf z Liechtensteinu[26] (18. 4. 1838 Vídeň – 15. 12. 1908 Moravský Krumlov)
- 1909–1917 Alfred Montenuovo (16. 9. 1854 Vídeň – 6. 9. 1927 Vídeň), už předtím zastával funkci druhého hofmistra[26]
- 1917–1918 Konrád z Hohenlohe-Waldenburg-Schillingsfürstu[26] (16. 12. 1863 Vídeň – 21. 12. 1918 Kammern im Liesingtal, Štýrsko), syn dřívějšího hofmistra Konstantina z Hohenlohe-Schillingsfürstu
- 1918 Josef Hunyady (16. 12. 1873 – 26. 2. 1942 Budapešť)[pozn. 2]

### Seznam nejvyšších hofmistrů císařoven
(prozatím neúplný)
- Eleonora Gonzagová (1598–1655), druhá manželka Ferdinanda II., císařovna 1622–1637
  - 1622–1636 Maxmilián z Dietrichsteinu (27. 6. 1596 Mikulov – 6. 11. 1655 Mikulov)
- Marie Leopoldina Tyrolská (1632–1649), druhá manželka Ferdinanda III., císařovna 1648–1649
  - 1648–1649 Maxmilián z Dietrichsteinu (27. 6. 1596 Mikulov – 6. 11. 1655 Mikulov)
- Eleonora Magdalena Gonzagová (1630–1686), třetí manželka Ferdinanda III., císařovna 1651–1657, poté císařovna vdova
  - 1651–1652 Jan Maxmilián z Lambergu[27]
  - 1652–1655 Markvart Fugger(-Babenhausen)[27]
  - 1656–1662 Friedrich A. Cavriani[27]
  - 1662–1668 Hanibal Gonzaga[27]
  - 1668–1670 Bartoloměj Marradas[27]
  - 1670–1678 Albrecht z Zinzendorfu[27]
  - 1678–1685 (únor) Karel Ferdinand z Valdštejna (1634 – 9. 4. 1702 Vídeň)[27][28]
  - 1685 (únor) – 1686 (prosinec) Zikmund Helfried z Dietrichsteinu (z hollenburské větve)[27]
- Markéta Habsburská (1651–1673), první manželka Leopolda I., císařovna 1666–1673
  - 1666 (5.9.) – 1673 (?) Ferdinand Josef z Dietrichsteinu (25. 9. 1636 – 28. 11. 1698 Vídeň)[29]
- Klaudie Felicitas Tyrolská (1653–1676), druhá manželka Leopolda I., císařovna 1673–1676
  - 1673 – ? Ferdinand Josef z Dietrichsteinu (25. 9. 1636 – 28. 11. 1698 Vídeň)[30]
- Eleonora Magdalena Falcko-Neuburská (1655–1720), třetí manželka Leopolda I., císařovna 1676–1705, poté císařovna vdova
  - 1685 (únor)[31] nebo 1686[28]–1690 Karel Ferdinand z Valdštejna (1634 – 9. 4. 1702 Vídeň)
  - 1690–1692 František Maxmilián z Mansfeldu (22. 11. 1639 Vídeň – 12. září 1692 Vídeň)
  - 1692–1703 Ferdinand Vilém Eusebius ze Schwarzenbergu (23. 5. 1652 Brusel – 26. 10. 1703 Vídeň)[32]
  - 1704–1711 Karel Maxmilián Thurn-Valsassina (15. 10. 1643 – 8. 6. 1716)
  - 1711–1720 Maxmilián Quido z Martinic (16. 3. 1664 Praha – 30. 6. 1733 Vídeň)
- Amálie Vilemína Brunšvicko-Lüneburská (1673–1742), manželka Josefa I. Habsburského, císařovna 1705–1711, poté císařovna vdova
  - 1699–1708 Ferdinand August z Lobkovic (7. září 1655 Neustadt – 3. říjen 1715 Vídeň)[33]
  - 1708–1709 Karel Arnošt z Valdštejna (4. 5. 1661 Dobrovice/Vídeň? – 7. 1. 1713 Vídeň)
  - 1709–? Josef Ignác Paar (31. 5. 1660 – 22. 12. 1735)
  - 1735–1742 Emanuel z Lichtenštejna (1700–1771)
- Alžběta Kristýna Brunšvicko-Wolfenbüttelská (1691–1750), manželka Karla VI., císařovna 1711–1740, poté císařovna vdova
  - 1713–1730 Josef Folch de Cardona[34]
  - 1729[zdroj?] nebo 1730–1734 (21. 12.) Filip Hyacint z Lobkovic (25. 2. 1680 Altstadt – 21. 12. 1734 Vídeň)[35][36]
  - Josef Lothar z Königsegg-Rothenfelsu (17. 5. 1673 Vídeň – 8. 12. 1751 Vídeň)
  - 1736–1738 Julius Visconti
  - 1738–? Josef Lothar z Königsegg-Rothenfelsu (17. 5. 1673 Vídeň – 8. 12. 1751 Vídeň)
- Marie Terezie (1717–1780), manželka Františka I. Štěpána Lotrinského, císařovna 1745–1765
  - 1741–1742 Ferdinand Leopold z Herbersteinu ( 4. 12. 1695 – 25. 6. 1744 Karlovy Vary)
  - 1742–1745 František Starhemberg
  - 1745–? Leopold Trautson
  - 1765–1780 František Filip ze Šternberka (21. 8. 1708 Praha – 9. 1. 1786 Vídeň)
- Marie Ludovika Španělská (1745–1792), manželka Leopolda II., císařovna 1790–1792
  - 1790–1792 Antonín Thurn-Valsassina (19. 9. 1723 – 25. 1. 1806 Holešov)
- Marie Tereza Neapolsko-Sicilská (1772–1807), druhá manželka Františka II./I., císařovna 1792–1807
  - 1790–1807 Antonín Gotthard ze Schaffgotsche (16. 4. 1721 Vratislav – 28. 1. 1811 Vídeň)
- Marie Ludovika Beatrix z Modeny (1787–1816), třetí manželka Františka II./I., císařovna 1808–1816
  - 1807–1816 Michael František Antonín z Althannu
- Karolína Augusta Bavorská (1792–1873), čtvrtá manželka Františka I., císařovna 1816–1835, poté císařovna vdova
  - 1816–? (určitě 1834, 1838) Jindřich Gundakar Wurmbrand-Stuppach
  - 1843–1860 August Bellegarde (29. 10. 1795 Linec – 21. 6 . 1873 Vídeň)[37]
- Marie Anna Savojská (1803–1884), manželka Ferdinanda I. Dobrotivého, císařovna 1835–1848, choť v roce 1848 abdikoval, 1875 vdova
  -  ?–? (určitě 1838) Mořic z Dietrichsteinu (19. 2. 1775 Vídeň – 27. 8. 1864 Vídeň)
  - 1875–1877 Ladislav hrabě Pergen[38] (26. 2. 1813 – 24. 3. 1877)
  - 1877–1879 Arnošt hrabě Bissingen-Nippenburg[38] (1809 Schamberg – 1879)
  - 1879–? Valerián hrabě Sarracini-Belfort[38]
- Alžběta Bavorská (1837–1898), manželka Františka Josefa I., císařovna 1854–1898
  - 1854 (1. 3. – 19.6.) Josef František Karel z Lobkowicz  (17. 2. 1803 Vídeň – 18. 3. 1875 Praha)[39]
  - 1854–1857 (17. 1.) Bedřich Hanibal Thurn-Taxis (4. 9. 1799 Praha – 17. 1. 1857 Benátky)[40]
  - 1857–1862 Johann Nobili (1798–1884)
  - 1862–1868 Alfred Königsegg-Aulendorf (30. 6. 1817 zámek Aulendorf – 27. 10. 1898 Vídeň)
  - 1868–1894 Ferenc Nopcsa (15. 3. 1815 Felsőfarkadin – 24. 6. 1904 Săcele)
  - 1894–1898 František Alexander Bellegarde (18. 6. 1833 Vídeň – 1. 1. 1912 Mnichov)[41]
- Zita Bourbonsko-Parmská (1892–1989), manželka Karla I., císařovna 1916–1918
  -  ?–? (určitě 1918) Alexandr Esterházy z Galanty

### Seznam nejvyšších hofmistryň císařského dvora
- 1899–1908 Marie Terezie Thurn-Taxisová, provdaná Harrachová (7. 1. 1856 Praha – 20. 8. 1908 zámek Prugg)[42]

### Seznam nejvyšších hofmistryň císařoven
- Eleonora Magdalena Gonzagová z Mantovy (1630–1686), třetí manželka Ferdinanda III., císařovna 1651–1657, poté císařovna vdova
  - 1675–1686 Anna Marie z Meggau, provd. z Dietrichsteinu (1610–1698)[27]
- Alžběta Kristýna Brunšvicko-Wolfenbüttelská (1691–1750), manželka Karla VI., císařovna 1711–1740, poté císařovna vdova
  - 1715–1740[43][44] Marie Terezie z Auerspergu (1660–1741)
- Karolína Augusta Bavorská (1792–1873), čtvrtá manželka Františka I., císařovna 1816–1835, poté císařovna vdova
  -  ?–? (určitě 1834, 1838) Marie Ulrika z Falkenhaynu, provd. Lažanská (1765–1852)
- Marie Anna Savojská (1803–1884), manželka Ferdinanda I. Dobrotivého, císařovna 1835–1848, choť v roce 1848 abdikoval, 1875 vdova
  -  ?–1870 (určitě 1838) Marie Terezie ze Schwarzenbergu, provdaná Fürstenbergová[45] (14. 10. 1780 Vídeň – 9. 11. 1870 Vídeň[46] nebo Kroměříž[45]), po její smrti už úřad neobsazen[45]
- Alžběta Bavorská (1837–1898), manželka Františka Josefa I., císařovna 1854–1898
  - 1854–1862 Žofie z Liechtensteinu, provd. Esterházyová (5. 9. 1798 Vídeň – 17. 6. 1869 Vídeň)
  - 1862–? Pauline z Bellegarde, provd. Königseggová (2. 4. 1830 Vídeň – 27. 5. 1912 Mnichov)
  -  ?–? (určitě 1874, 1884, 1894) Marie z Welserheimbu, provd. Goëssová
  - 1897–1898 Marie Terezie Thurn-Taxisová, provdaná Harrachová (7. 1. 1856 Praha – 20. 8. 1908 zámek Prugg)[42]
- Zita Bourbonsko-Parmská (1892–1989), manželka Karla I., císařovna 1916–1918
  -  ?–? Gabriela Lobkowiczová, provd. Thun-Hohensteinová (11. 11. 1864 Košťany – 21. 1. 1941 Vídeň)[47]

### Seznam nejvyšších hofmistrů následníků trůnu
- u budoucího císaře Josefa II. (císařem v roce 1765)
  - 1748–1763 Karel Josef Batthyány (28. 4. 1697 Rechnitz – 15. 4. 1772 Vídeň)
  - 1763–1765 Antonín Karel ze Salm-Reifferscheidtu (6. 2. 1720 Vídeň – 5. 4. 1769 Laeken (Brusel))
- 1877–1889 u korunního prince Rudolfa (nestal se císařem)
  - 1877–1889 Karl von Bombelles (1832–1889)
- 1896–1914 u arcivévody Františka Ferdinanda d'Este (nestal se císařem)
  - 1896 František Antonín z Thun-Hohensteinu
  - 1896–1899 Otto Abensperg-Traun
  - 1899–1902 Albert Nostic-Rieneck
  - 1902–1914 Karel Rumerskirch (19. 11. 1867 Vídeň – 24. 5. 1947 Kitzbühel)
- u budoucího císaře Karla I. (císařem v roce 1916)
  - 1915–1916 Leopold II. Berchtold z Uherčic[48] (18. 4. 1863 Vídeň – 21. listopadu 1942 Peresznye u Šoproně)

### Seznam nejvyšších hofmistrů manželek následníků trůnu
- Štěpánka Belgická (1864–1945), manželka Rudolfa Habsbursko-Lotrinského, korunní princezna 1881–1889
  - 1889–1894 František Alexander Bellegarde (18. 6. 1833 Vídeň – 1. 1. 1912 Mnichov)[41]
  - 1894–1897 (?) Leopold Gudenus (15. 9. 1843 Mühlbach – 1. 10. 1913 Ulrichskirchen)

## Rakouské země

### Seznam nejvyšších dědičných zemských hofmistrů v Horních Rakousích
Nejvyšší dědičný zemský hofmistr v arcivévodství Horní Rakousy (Obersterblandhofmeister im Erzherzogtum Österreich ob der Enns). V roce 1848 zastával úřad rod hrabat z Ungnadů z Weißenwolffu.
- 1626–1644 Leonard Helfried z Meggau (1577 Kreuzen – 23. 4. 1644 Greinburg)
- 1648–1672 David Ungnad z Weissenwolffu (1604 – 6. 3. 1672 Linec) – dědičný titul pro svůj rod od 1648[50]

### Seznam nejvyšších dědičných zemských hofmistrů v Dolních Rakousích
Nejvyšší dědičný zemský hofmistr v arcivévodství Dolní Rakousy (Obersterblandhofmeister im Erzherzogtum Österreich unter der Enns). Od roku 1775 zastával dědičný úřad rod Khevenhüller-Metsch. Zastávali ho i v roce 1848.
- Pavel Sixtus z Trautsonu (asi 1550 – 30. 7. 1621)
- ?–1663 Jan František z Trautsonu[52] (4. 8. 1609 Vídeň – 26. 3. 1663 Vídeň)
- ?–1724 (28. 10.) Jan Leopold z Trautsonu (2. 5. 1659 Vídeň – 28. 10. 1724 Sankt Pölten)
- 1724 (28. 10.) – 1775 (3. 10.) Jan Vilém z Trautsonu  (5. 1. 1700 Vídeň – 3. 10. 1775 Vídeň), jím rod vymřel po meči
- 1775–1776 Jan Josef Khevenhüller-Metsch[51] (3. 7. 1706 Klagenfurt – 18. 4. 1776 Vídeň)
- 1776–1801 Jan Zikmund Khevenhüller-Metsch (23. 5. 1732 Vídeň – 15. 6. 1801 Klagenfurt)
- 1801–1823 Karel Maria František Khevenhüller-Metsch (23. 11. 1756 – 2. 6. 1823 Vídeň)
- 1823–1837 František z Khevenhüller-Metsch (1762–1837)
- 1837–1877 Richard Khevenhüller-Metsch (23. 5. 1813 Thalheim, Dolní Rakousy – 29. 11. 1877 Ladendorf, Dolní Rakousy)
- 1877–1905 Johann Karl Khevenhüller-Metsch (19. 12. 1839 Ladendorf – 11. 9. 1905 Riegersburg)
- 1905–1918/1945 Antonín Zikmund z Khevenhüller-Metsch (1873–1945)

### Štýrsko
Úřad dědičného zemského hofmistra (Erblandhofmeister) zastávali postupně svobodní páni Hoffmanové (16. července 1540 – 27. února 1625), hrabata z Mörsbergu (25. března 1625 až do jejich vymření v roce 1690) a nakonec  hrabata z Trauttmansdorffu (1690–1848). K úřadu náleželo 100 sudů soli.

### Korutany
V roce 1848 zastával úřad rod knížat a hrabat z Orsini-Rosenbergu.
- 1796 (listopad) – 1832 (4. 8.) František Serafín Orsini-Rosenberg (18. 10. 1761 Štýrský Hradec – 4. 8. 1832 Vídeň)
- 1832 (4. 8.) – 1859 (18. 6.) Ferdinand Orsini-Rosenberg (7. 9. 1790 Štýrský Hradec – 18. 6. 1859)

### Kraňsko
Od roku 1660 zastával úřad (Erbland-Hofmeister in Krain und der Windischen Mark) rod hrabat z Thurnu a Valsassiny. Hlava jiné větve měla také titul nejvyššího dědičného zemského maršálka v okněžněném hrabství Gorice a Gradiška a nejvyššího dědičného komorníka nad stříbrem v Korutanech.
- 1790–1866 Jiří Antonín Thurn-Valsassina-Como-Vercelli[55] (3. 1. 1788 Praha – 9. 2. 1866 Vídeň)
- 1866–1879 Jiří Bedřich Thurn-Valsassina-Como-Vercelli[56] (29. 3. 1834 Mohuč – 2. 6. 1879 Brusel)
- 1879–1918 Vincenc Thurn-Valsassina-Como-Vercelli[57] (22. 3. 1866 Bleiburg – 6. 4. 1928 Abbazia (Opatija))

### Tyrolsko
V roce 1848 zastával úřad rod hrabat Trappů z Matschu.

### Gorice a Gradiška
V roce 1848 zastával úřad rod knížat Porcia.

## Polské království

### Seznam nejvyšších hofmistryň polských královen
- Marie Anna Tereza ze Steinu a Jettingenu, provdaná Krakovská z Kolovrat (1688–1751) – u saské kurfiřtky a polské královny Marie Josefy Saské (1699–1757)

## Rusko
V Ruské říši existovaly dva tituly u dvora až do roku 1917, Oberhofmeister (rusky Ober-gofmeister) a Hofmeister (rusky Gofmeister). Podle žebříčkové tabulky odpovídaly žebříčkovým kategoriím K2 resp K3.